# インフォマークス
インフォマークス株式会社（英: INFOMARKS Corporation）は、東京都渋谷区に本社を置く日本のITコンサルティング企業である。

## 概要
天井秀和が、2002年（平成14年）2月に新宿区で創業した。主にEコマース事業者向けのコンサルティング事業を行っている。2014年（平成26年）「EC支援企業の BEST 100」に選ばれている
。

## 沿革
- 2002年（平成14年）2月 - インフォマークス株式会社設立（東京都新宿区）
- 2009年（平成21年） - 統合ECパッケージ「Make it! EC」販売開始
- 2011年（平成23年）2月 - ECサイト販売力診断パッケージ「SPAS」販売開始
- 2018年（平成30年）7月 - 東京都渋谷区に移転。ECサポート事業の一部を株式会社インフォプラスに承継。

代表者の経歴
- 代表取締役社長 天井 秀和 （あまい ひでかず）

1996年（平成8年） - メンバーズに入社
1998年（平成10年） - インターネットイニシアティブに入社
2000年（平成12年） - 株式会社メールニュースに入社
2001年（平成13年） - 合併により、サイバー・コミュニケーションズに入社
2002年（平成14年） - インフォマークス株式会社を設立し、代表取締役に就任
2013年（平成25年） - ジャパンEコマースコンサルタント協会 (JECCICA)、理事に就任

## 事業所
- 本社 - 〒150-0042 東京都渋谷区渋谷2-19-15-609

## 業務提携企業
| 提携企業               | 提携年月日                 | 提携内容 |
| ---------------------- | -------------------------- | --- |
| シックス・アパート     | 2010年（平成22年）10月13日 | ProNetパートナー。CMS機能を統合。                                                                                    |
| StrapyaNext            | 2010年（平成22年）10月13日 | 複数モール間の連動管理システムを統合。                                                                               |
| メディアパーク株式会社 | 2011年（平成23年）2月22日  | ネット通販サイトの販売力を消費者調査により分析するECサイト販売力調査診断パッケージ「SPAS」の販売。共同での市場調査。 |
| バリオセキュア         | 2011年（平成23年）2月22日  | ネットワークセキュリティサービスで協業。                                                                             |

## 加盟団体
- 一般社団法人 Eコマースコンサルタント協会 (JECCICA)
- 一般財団法人 日本電子商取引事業振興財団 (J-FEC)
- イーコマースにおけるセキュリティ・プライバシー推進協議会
- PHP技術者認定機構